# Francis Brambell
Francis William Rogers Brambell (Dublin, 25 de fevereiro de 1901 — 6 de junho de 1970) foi um médico britânico.
Foi nomeado professor da cátedra Lloyd Roberts e Chefe do Departamento da Universidade de Bangor em 1930, com 29 anos de idade. Até aposentar-se, 38 anos depois, trouxe grande e crescente distinção ao seu departamento. É o pai do campo da transmissão de imunidade, que ele iniciou a mais de 50 anos. Como parte de seus estudos quantitativos e temporais sobre a transmissão, definiu o primeiro sistema receptor FC para a Imunoglobulina G (IgG) e, além disso, reconheceu a ligação entre a transmissão de imunidade passiva da mãe para a criança e proteção a partir de catabolismo para IgG.
Foi eleito fellow da Royal Society em março de 1949 e recebeu a Medalha Real de 1964 "em reconhecimento de suas contribuições fundamentais para nosso entendimento da passagem de proteína das circulações maternal para a fetal".

## Publicações
- com W. A. Hemmings e M. Henderson: Antibodies and Embryos, 1951.